# 立法の不作為
立法の不作為（りっぽうのふさくい）とは、憲法上国家が法律を制定すべきところをその義務を怠り、そのために国民に損害を与えたことをいう。

## 概説
本来、裁判所の違憲審査は法律に対して行うものであるが、それでは、国民は立法されていないものについてはいかなる不合理であれ裁判で何も争えなくなってしまう。そこで、立法の不作為を裁判で争うことができるという見解があらわれた。
訴訟は行政訴訟・刑事訴訟で可能であり、在宅投票制度廃止事件までは国家賠償訴訟が一番有用であった。
立法の不作為には2種類ある。
絶対的不作為
法律がないこと
相対的不作為
法律があっても内容が不十分であるもの。
社会権に関する立法については広範な立法裁量が認められるため、立法の不作為を訴えることができる可能性はほとんどない。

## 判例が立法の不作為に対して損害賠償を認める要件
最高裁判所は、在外日本人選挙権訴訟において「国会議員の立法行為又は立法不作為が国家賠償法1条1項の適用上違法となるかどうかは、国会議員の立法過程における行動が個別の国民に対して負う職務上の法的義務に違背したかどうかの問題であって、当該立法の内容又は立法不作為の違憲性の問題とは区別されるべきであり、仮に当該立法の内容または立法不作為が、日本国憲法の規定に違反するものであるとしても、直ちに違法の評価を受けるものではない」としたうえで、「立法の内容または立法不作為が国民に憲法上保障されている権利を違法に侵害するものであることが明白な場合や、国民に憲法上保障されている権利行使の機会を確保するために所要の立法措置を執ることが必要不可欠であり、それが明白であるにもかかわらず、国会が正当な理由なく長期にわたってこれを怠る場合などには、例外的に、国会議員の立法行為または立法不作為は、国家賠償法1条1項の規定の適用上、違法の評価を受けるものというべきである」と判断している。
これを分析すると、
1. 立法の内容または立法の不作為が国民に憲法上保障されている権利を違法に侵害するものであることが明白な場合（違法の明白性）
または
2. 国民に憲法上保障されている権利行使の機会を確保するために所要の立法措置を執ることが必要不可欠でありそれが明白である場合（立法の必要の明白性）であって、国会が正当な理由なく長期にわたってこれを怠る場合（期間の要件）

などに損害賠償が認められることになる。
「など」と最高裁がしていることから、これに該当しない場合でも、立法不作為による損害賠償を他の場合にも認める余地を、一応残していることに留意する必要がある。
なお、最高裁が立法の不作為で損害賠償を認めた事例は前述の在外邦人選挙権制限違憲訴訟と在外日本人国民審査権訴訟にとどまり、他はすべて消極に判断している。
他方、在宅投票制度違憲訴訟において最高裁は、「立法の内容が憲法の一義的な文言に違反しているにもかかわらず国会があえて当該立法を行うというごとき、容易に想定し難いような例外的な場合でない限り、国家賠償法一条一項の規定の適用上、違法の評価を受けない」としていたが、在外邦人選挙権制限違憲訴訟においては上記判例を変更する趣旨のものではないと最高裁が示しているものの、事実上立法不作為による損害賠償の要件を緩め、実質的に判例変更したのと同一ではないかと評する見解が学説上有力である。
また、近年では立法不作為による国家賠償請求を直接の目的とする憲法訴訟が相次いでおり、再婚禁止期間訴訟や同性婚訴訟のように、国家賠償は否定するも法令は憲法違反であるとの判決が下された例も存在する。これに対しては、事実上の抽象的違憲審査制の導入になるのではないかという指摘も存在する。

## 立法の不作為が問われた訴訟
在宅投票制度廃止事件（最高裁判所昭和60年11月21日第一小法廷判決）
立法の不作為について原則として国家賠償法第1条第1項の適用を否定した。
らい予防法違憲国家賠償訴訟（熊本地方裁判所平成13年5月11日判決、平成10年(ワ)第764号）
らい予防法が規定していたハンセン病患者の隔離政策は、医学的知見の発展等により、遅くとも1960年（昭和35年）にはその合理的根拠を失っていてその違憲性は明白であったにもかかわらず、同法の隔離規定を廃止しなかったことは国家賠償法上の違法があるとして、損害賠償請求を認めた。日本国政府の控訴断念により、確定判決となった。
在外日本人選挙権訴訟（最高裁判所平成17年9月14日大法廷判決）
在外日本人の選挙権の執行制限は違憲であるとし、国家賠償法による損害賠償請求を認めた。
学生無年金訴訟（最高裁判所平成19年9月28日第二小法廷判決）
平成元年改正前の国民年金が学生等について任意加入であったため、学生時代に障害を負って任意加入しなかった者が障害年金をもらえなかった事案で、原告側は日本国憲法第25条を根拠として国に対して無拠出型の救済のための年金制度を構築する制度を負う義務を主張したが、最高裁は合憲として原告の請求を認めなかった。
 夫婦別氏を認める立法措置を講じなかったことが立法の不作為に当たると原告側が訴えた事例（平成27年12月16日 大法廷判決）
民法の夫婦同姓の規定は合憲であるとの判断が下された。
しかし、山浦善樹は婚姻届によって氏を変更する側が社会的、経済的に受ける不利益・不都合を挙げて同規定を違憲としたうえで、平成8年に法制審議会が法務大臣に答申した「民法の一部を改正する法律案要綱」から「我が国において、近時ますます個人の尊厳に対する自覚が高まりをみせている状況を考慮すれば、個人の氏に対する人格的利益を法制度上保護すべき時期が到来しているといって差し支えなかろう」という部分を引用し、国がこの問題を把握していたと指摘し、立法の不作為があったと述べている。さらに山浦は、この問題が国会でたびたび取り上げられてきたことにも言及している。
同判決において、夫婦同姓の規定は違憲であるとの意見や反対意見を表明した判事は5人いたが、立法の不作為を認めて賠償にまで踏み込んだのは山浦のみである。
再婚禁止期間訴訟（平成27年12月16日 大法廷判決）
民法の、女性が離婚後180日間再婚することを禁止する規定のうち、100日を超える部分は違憲であると判断した。
一方で在外日本人選挙権訴訟を引用し、同規定が違憲であることが国会にとって明白であったということは困難であり、国家賠償法第1条1項の適用上違法の評価を受けるものではないと判断し、（形式的には）原告の請求を退けた。
在外日本人国民審査権訴訟（最高裁判所令和4年5月25日大法廷判決）
在外日本人が最高裁判所裁判官国民審査に投票できないのは違憲であるとし、国家賠償法による損害賠償請求を認めた。上記の在外日本人選挙権訴訟など、過去に何度も国会で「憲法上の問題を検討する機会があった」と指摘し、国会の責任とした。

## 日本国憲法の改正手続に関する法律の制定に際しなされた「立法の不作為」論
日本国憲法の改正手続に関する法律が2007年に制定されるまで、ながらく憲法改正手続に関する法律が制定されていなかったが、この法律を推進する立場から、憲法付属法を整備しないこと自体が「立法不作為」である、あるいは、憲法改正手続法が制定されないことにより国民の憲法改正権を侵害しており、「立法不作為」だという意見がだされた。これに対し、こうした法律の整備に対して慎重ないし反対の立場を中心に、「立法不作為」によって国民の権利が侵害されることによって救済するために損害賠償を認めさせる場面で用いる議論であるから、ここでこのような議論を持ち出すことは議論を混乱させる、また、国民の憲法改正権を侵害しているという主張に対しては、実際に国会が憲法改正案を発議していない以上、国民の権利を実際に侵害していないなどの反論がなされた。こうした批判に対し、国家賠償請求訴訟に関連付けて「立法不作為」に当たらないとするのは、憲法の予定する基本的な法制度の整備を裁判所における訴訟手続の枠内の議論に矮小化するものであるとの反論がなされたところである。
こうした議論の対立点として、まず第一段階目として、「立法不作為」論を司法レベルの問題に限局して考えるべきか、立法レベルまで広げて考えるべきという点において対立点があり、その次に現在具体的な憲法改正案が発議されていない段階で憲法改正手続法が制定されないことが国民の「憲法改正権」を侵害していると解することができるかという二段階の問題が存在する。